# Joan Llaverias i Labró
Joan Llaverias i Labró   (Vilanova i la Geltrú, 1865 - Lloret de Mar, 18 de novembre de 1938) va ésser un dibuixant, pintor i membre fundador del Cercle Artístic de Sant Lluc.
Fou membre fundador del Cercle Artístic de Sant Lluc i es va formar, en ple període modernista, com a il·lustrador i pintor. La seva formació com a il·lustrador va començar en revistes com Lecturas i Hispania. Com a pintor, el 1896 abandonà la pintura a l'oli per l'aquarel·la, tècnica que contribuí a recuperar a Catalunya. L'activitat, però, que el feu més popular, va ser la de dibuixant humorístic i il·lustrador.
Era molt afeccionat a navegar i amb una barca de vela va recórrer tot el litoral català entre Tarragona i Cadaqués. Se'l
considera el descobridor pictòric de la Costa Brava.
També es va dedicar a l'activitat docent per complementar els escassos ingressos com a dibuixant, i va comptar amb Lola Anglada, Josep Maria de Togores i Valentí Castanys entre els seus alumnes.
Col·laborà en revistes satíriques, principalment al Cu-cut!, i en revistes per a infants com En Patufet, on es destacà com a il·lustrador animalista.
Bona part de l'obra existent de Llaverias està en mans de l'Ajuntament de Lloret de Mar, poble on passà els estius i els darrers dies de la seva vida.
A Catalunya es poden trobar obres d'aquest artista a la Biblioteca Museu Víctor Balaguer, com La porta de Sant Pau (Vista d'un port), Marina, Cala d'en Trons o el retrat de Manuel de Cabanyes.